# Ölpersee
Der Ölpersee ist ein künstlicher See im nordwestlichen Stadtgebiet Braunschweigs zwischen dem Stadtteil Ölper und dem Stadtteil Schwarzer Berg in der Okeraue.

## Lage
Der See liegt im ursprünglichen Flussgebiet der Oker, wo sie früher in eine nördliche Freiflut und den südlichen zur Ölper Mühle führenden Mühlengraben verzweigte.
Der See ist in einen Ober- und Untersee geteilt, die durch eine Überlaufschwelle miteinander verbunden sind. Der wesentlich größere Obersee liegt etwa 66 Meter über NN und hat eine Wasserfläche von 14 Hektar sowie eine Maximaltiefe von 14,3 Metern. Die größte Ausdehnung in Ost-West-Richtung sind etwa 800 Meter. Der kleinere Untersee liegt auf dem Niveau des Unterwassers am Ölper Wehr. Er ist etwa drei Meter tief und zwei Hektar groß. Er ist Bestandteil des Naturschutzgebietes „Braunschweiger Okeraue“ und durch eine Einzäunung sowie durch den ursprünglichen Okerlauf am Ostrand vom öffentlichen Bereich abgegrenzt. Seine Wasserfläche beträgt ein Fünftel der des Obersees, seine größte Ausdehnung in Nord-Süd-Richtung sind 280 Meter.
Der See ist mit Grundwasser und dem Oberflächenwasser der umliegenden Besiedlung gefüllt. Der weitestgehend kanalisierte und im Seegebiet verrohrte Galggraben führt das Wasser aus dem östlich gelegenen Siedlungsbereich der Hamburger Straße heran.
Im Hochwasserfall wird der Ölpersee durch die Oker über eine Überlaufschwelle gespeist. Die Abschlagmenge kann am Ölper Wehr reguliert werden. Der Abfluss erfolgt über eine Überlaufschwelle in das alte Flussbett der Oker und den Untersee. Nördlich des Untersees treffen die beiden historischen Okerzweige in der Okeraue zusammen.

## Entstehung
1974 beschloss der Rat der Stadt Braunschweig, im Zuge des Trassenbaus für die Autobahnen A 391 und A 392 einen künstlichen See in der Okeraue zwischen Ölper und Schwarzer Berg zu schaffen, der rund 23 Hektar groß werden sollte. In der Planungsphase war vorgesehen, ihn als Nordsee zu bezeichnen, als Pendant zum zwischen Rüningen und Melverode gelegenen Südsee. „Noch im Dezember 1974 entschieden sich die Planer dann für den heutigen Namen.“
In den folgenden Jahren wurden Sand und Kies aus der Aue ausgebaggert und zu einem Damm aufgespült, auf dem heutzutage ein nördliches Teilstück der Braunschweiger Westtangente (A 391) hochwasserfrei verläuft. Zwischendurch betrug die Seetiefe bis zu 25 Meter. Die ursprüngliche Verzweigung der Oker wurde aufgelöst. Der frühere Verlauf der nördlichen Freiflut ist am Nordufer noch durch eine vorgelagerte Insel deutlich erkennbar. Die gesamte Oker wurde „in den alten Mühlengraben umgebettet, der schon immer südlich und westlich des heutigen Sees verlief und die Wasser-Mühle in Ölper mit ‚Treibstoff‘ bediente“.
Ursprünglich geplant waren auch Spiel- und Liegewiesen mit Badesandstränden, ein Restaurant, ein Café, eine Regattastrecke für Ruderer und die Freigabe für Segler – die Pläne wurden jedoch nicht umgesetzt. Am Nordufer sind jedoch ein Holzsteg, ein kleiner überdachter Bereich, ein Grillplatz, Sitzgelegenheiten und eine Liegewiese vorhanden. Der benachbarte Siedlungsbereich Uferstraße mit teilweise behelfsmäßigen Behausungen wurde in das Naherholungsgebiet eingegliedert und die Häuser zum Teil abgerissen.
Am 24. Mai 1979 wurde der Ölper See eingeweiht, 30 Jahre danach wurde seine Entwicklung zu einem „Eldorado für Spaziergänger, Jogger, Radfahrer und Wasservögel“ am 21. Juni 2009 mit einem Ölpersee-Fest gefeiert.

## Die Pfläcknis

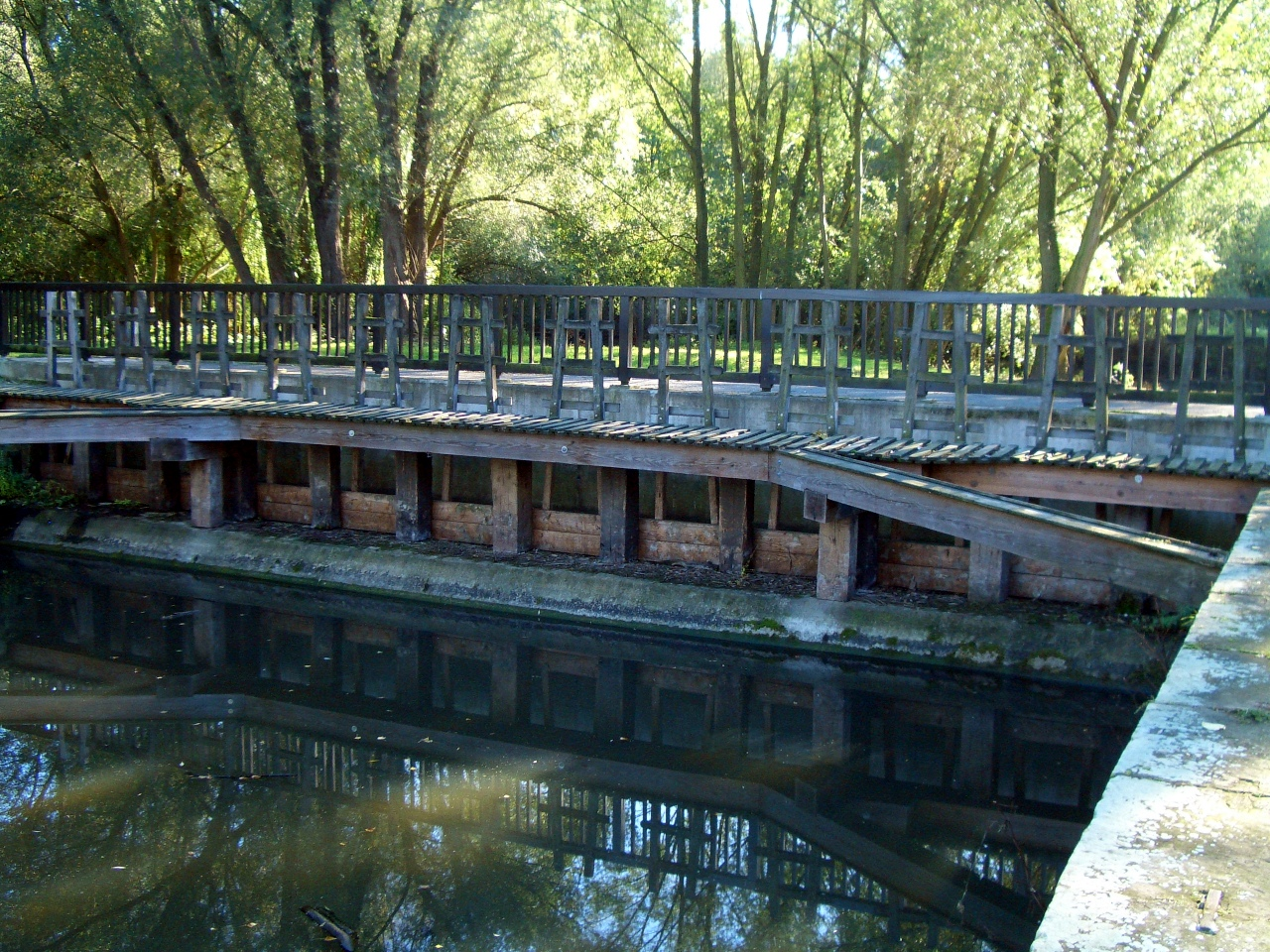
Ansicht des alten Freiflutwehres im heutigen Zustand, Blickrichtung nach Süden zur Oker als ehemaligen Zufluss

In die Ausgestaltung des Ölpersees wurde ein historisches Bauwerk integriert: Die Pfläcknis, das frühere Freiflutwehr, das den Zustrom zur Ölper Mühle bei hohem Wasseraufkommen entlastete und die Oker in die Osterwiesen Ölpers abfließen ließ. Sein Unterwasser war der östliche bzw. nördliche Okerarm, der heute nicht mehr vorhanden ist. Die Entstehungszeit dieses aus Holz gefertigten Wehres ist nicht bekannt, seine Ersterwähnung ist für 1727 überliefert. Weitere Schreibweisen des Namens sind laut Fläcknis, Flöcknis und viele andere, wobei der Namensursprung nicht geklärt ist. Der heute noch sichtbare Zustand mit der seitlichen Einfassung aus Werksteinen datiert aus der Zeit um 1800 und gehört zu den besterhaltenen Kulturdenkmälern der Braunschweiger Stadtgeschichte. Die Wehranlage sowie das historische Ölper Wehr mitsamt dem verbindenden Mühlengraben stehen seit 2003 unter Denkmalschutz.
Das Wehr ist heute ohne Funktion und sogar beidseitig von Oker und See abgeschirmt. So ist auf der Unterwasserseite lediglich ein kleiner Teich vorhanden, der zum See durch einen Damm abgetrennt wird. In der Bildergalerie sind alte und neue Ansichten gegenübergestellt.

## Ölper Wehr

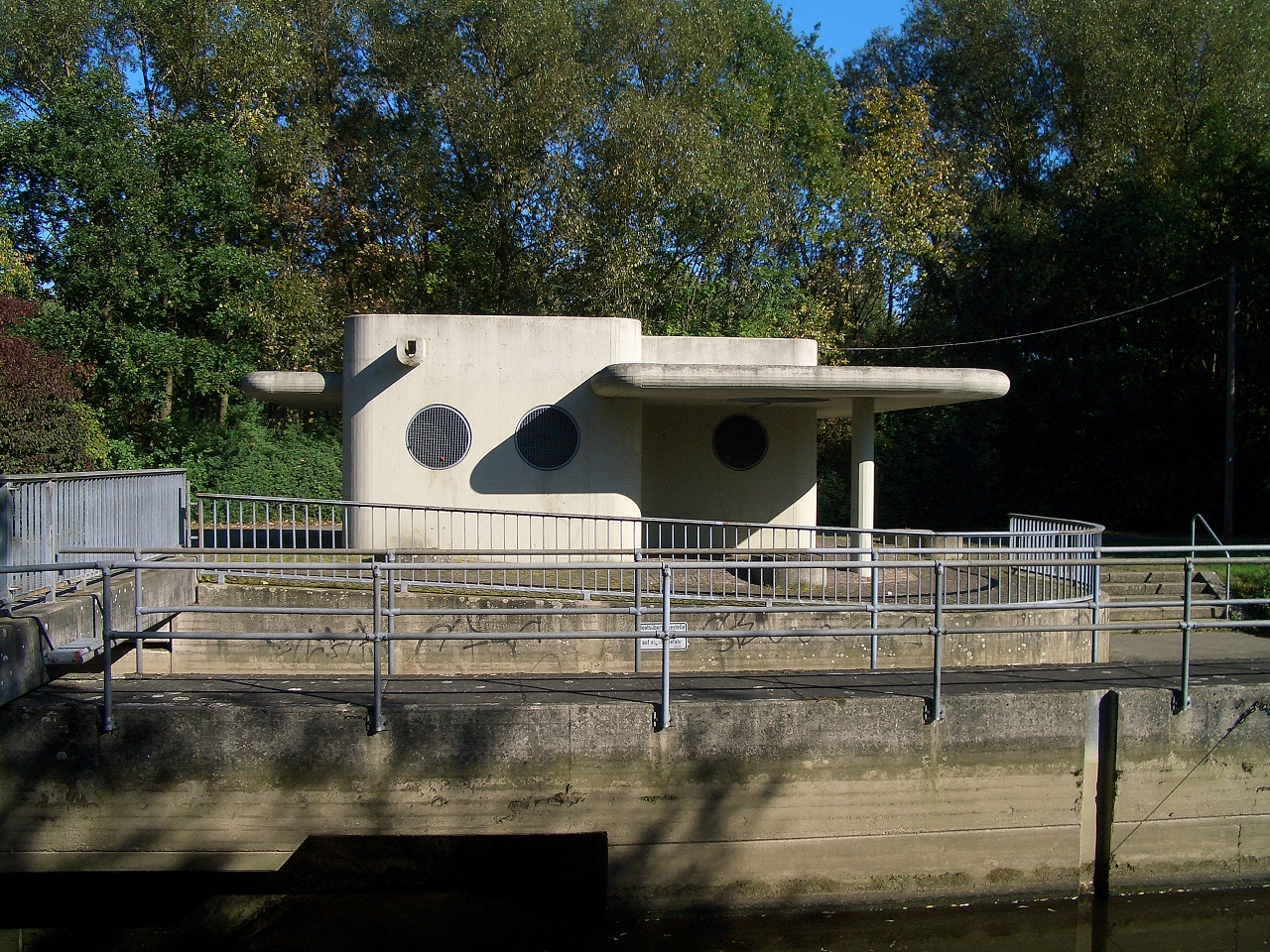
Steuerhaus für das Ölper Wehr, Ansicht von Westen

Das Ölper Wehr wurde an der Stelle errichtet, an der seit 1388 die Existenz der Ölper Mühle überliefert ist. Diese Mühle war laut über Jahrhunderte die leistungsfähigste Mühle innerhalb der Braunschweiger Landwehr, bis sie im 19. Jahrhundert wegen der Versandung des Unterwassers unwirtschaftlich und in den Folgejahren nur als gastronomischer Betrieb weiter geführt wurde.
Die Mühlenanlagen waren sehr vielfältig (Getreidemühlen, Schleifmühlen, Walkmühlen) und hatten in zwei Richtungen Wasserräder: nach Norden zur originären Fließrichtung der Oker und nach Westen. Der Hauptstrom verlief durch das heute westlich des Wehres gelegene Gelände und wird heute noch durch zwei Holzkonstruktionen überbrückt, wovon die eine die Wehrschieber enthält (siehe Bildergalerie).
Das Steuerhaus für die neuen Wehreinrichtungen wurde architektonisch anspruchsvoll ausgeführt. In die Wehranlage wurde eine Fischtreppe integriert. Das Ölper Wehr reguliert den Wasserstand zwischen der Braunschweiger Innenstadt und Ölper. Wichtig ist dies für die Kühlwasserentnahme des Heizkraftwerks Uferstraße. Mit dem Wasserstand wird auch die Abschlagsmenge in den Ölpersee bestimmt.
Der Hochwasserabschlag erfolgt über eine ausgedehnte und aufwendig konstruierte Schwelle. Die eigentliche Schwelle ist mit Pflastersteinen befestigt, hinter ihr folgt eine kleine Vertiefung zur Aufnahme geringer Überflussmengen. Dem entlang der Schwelle führenden Spazierweg ist parallel ein aufgeständerter Holzbohlenweg beigefügt worden. So ist im Überschwemmungsfall eine Umrundung des Sees trockenen Fußes möglich, da das übrige Niveau der Wege höher als im Schwellenbereich ist. Auf der Flussseite der Schwelle sind Edelstahl-Rohre so beweglich gelagert, dass sie im Hochwasserfall für Wassersportler eine Barriere bilden und vor einer Fahrt in den See abhalten.

## Heutige Bedeutung
Neben dem Hochwasserschutz und dem Vogelschutzgebiet im Bereich des Untersees stellt der Ölpersee für die Braunschweiger Nordstadt ein wichtiges Naherholungsgebiet dar. Eine Nutzung für Wasser- und andere Sportarten ist zwar nicht vorgesehen, wohl aber ist der See ein beliebtes Anglerrevier. Es sind dort laut Informationstafeln Hechte mit einer Länge von bis zu 1,3 Metern, Welse bis zu 1,95 und Zander bis zu 1 Meter gefischt worden. Die biologische Gewässerqualität entspricht der der Oker, die von der Stadt Braunschweig mit „II bis III kritisch belastet“ angegeben wird.

## Bildergalerie

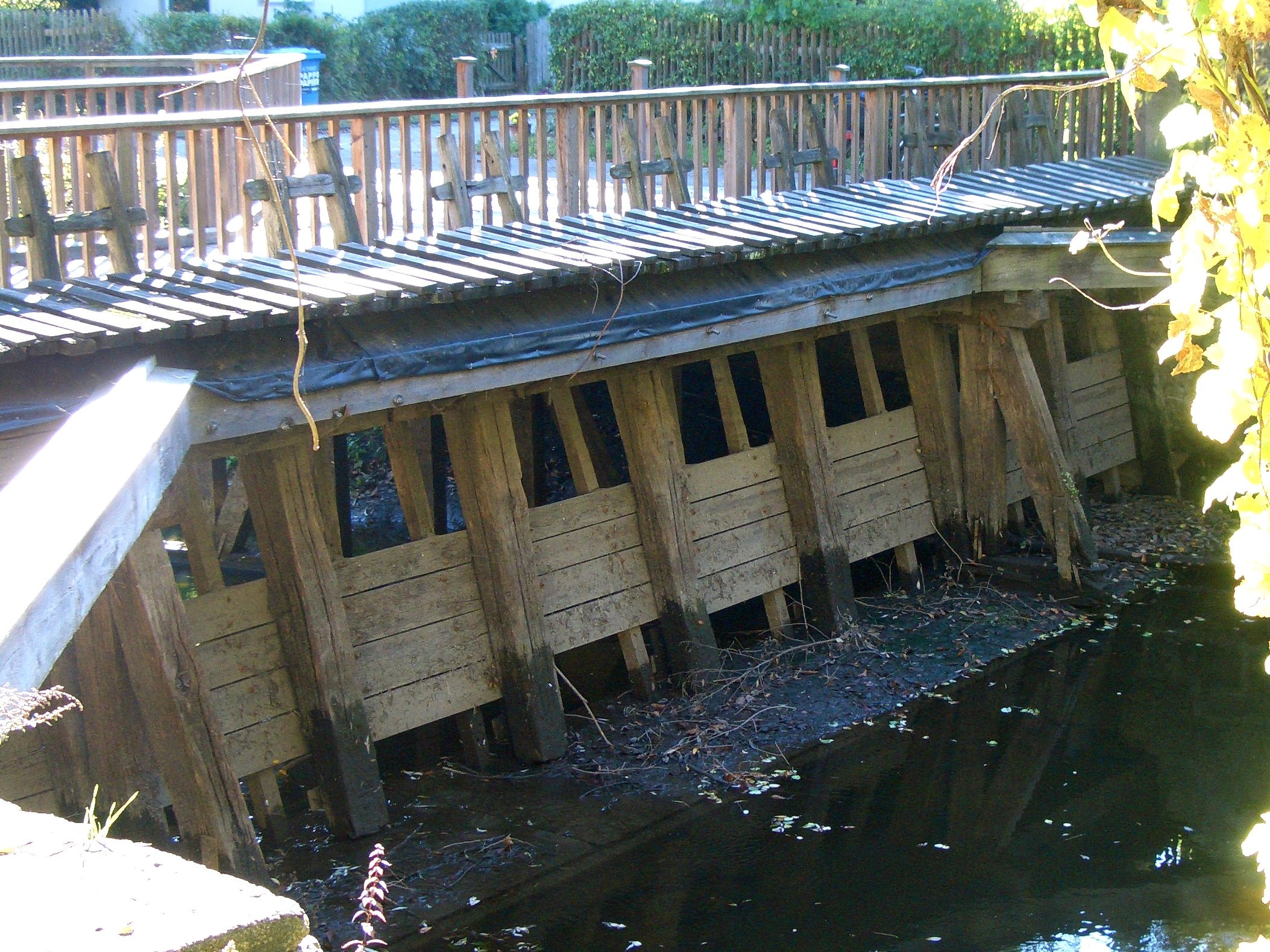
Unterwasser der früheren Ölper Mühle mit noch vorhandener Wehreinrichtung.
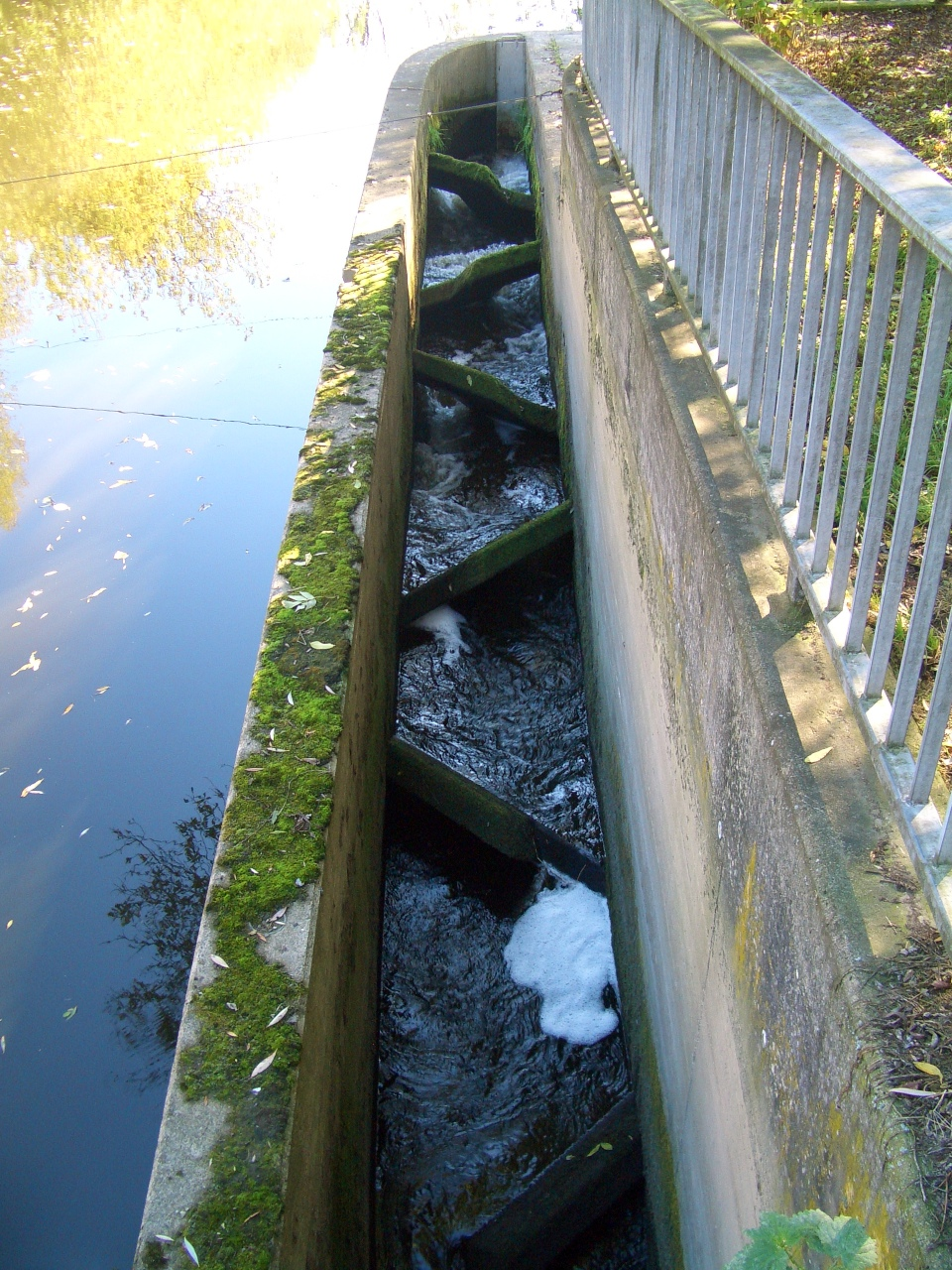
Fischtreppe am Ölper Wehr
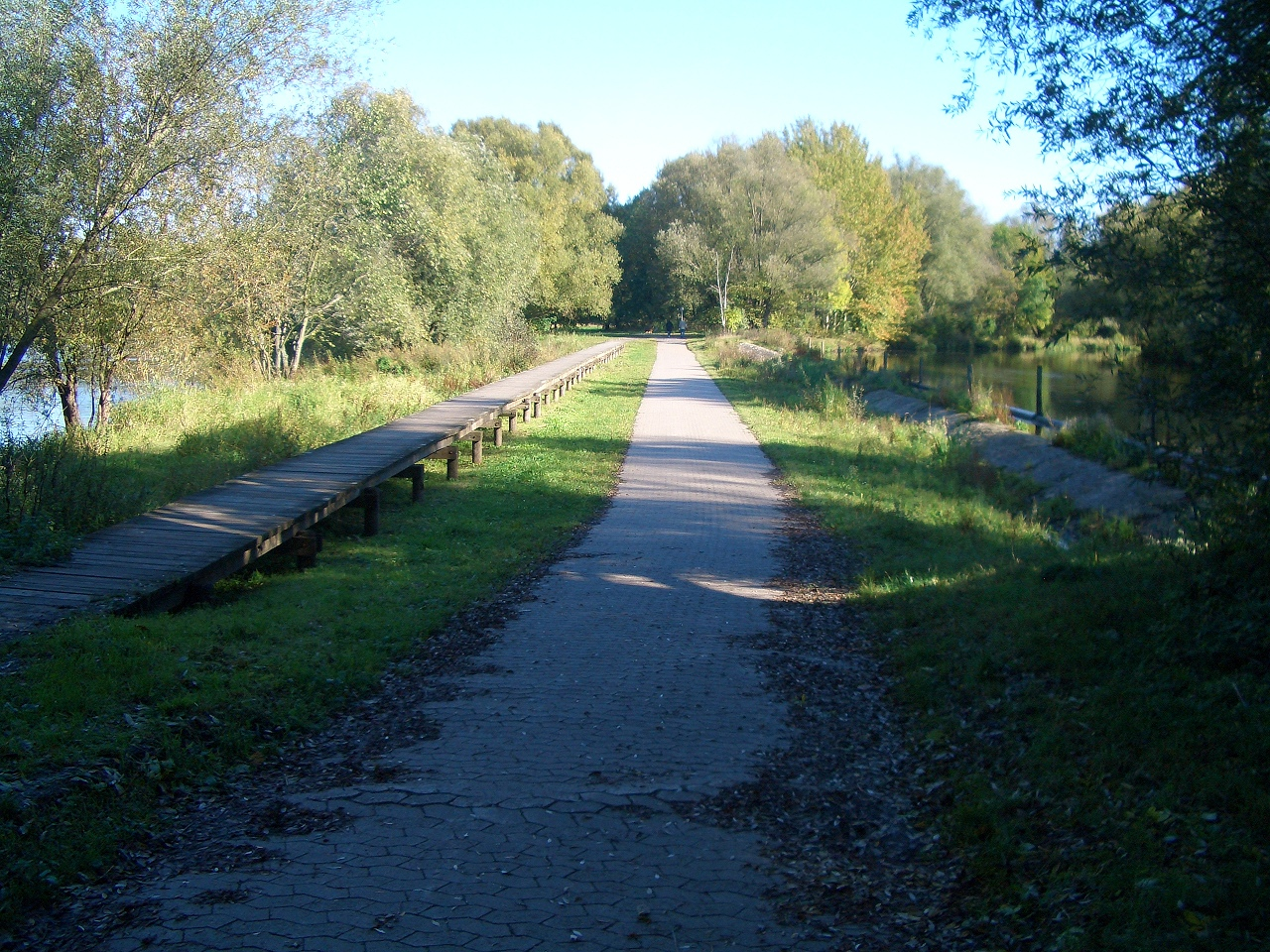
Überlaufschwelle von der Oker (rechts) zum See (links). Die Oker fließt auf den Betrachter zu.
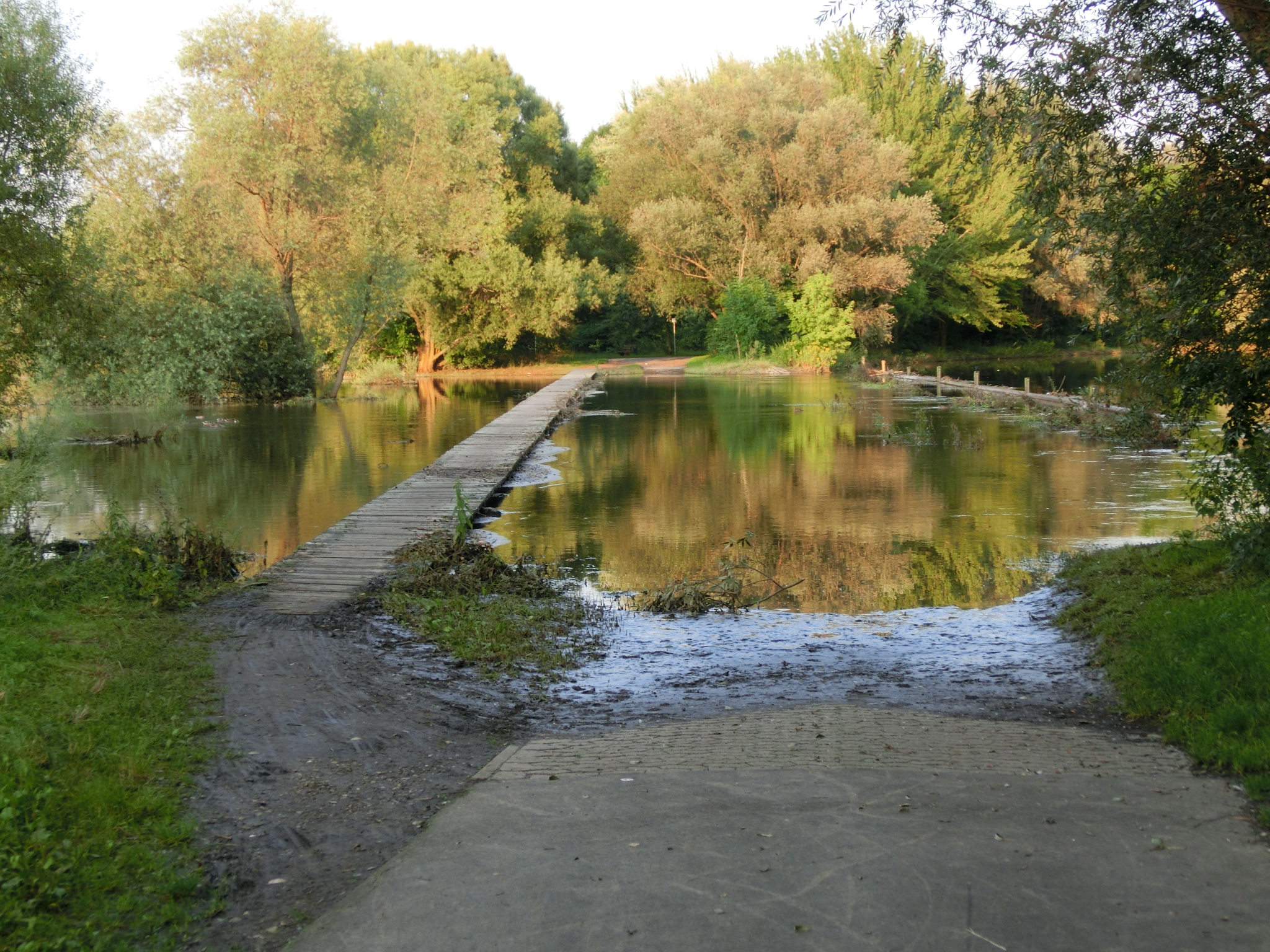
Gleiche Situation bei Hochwasser
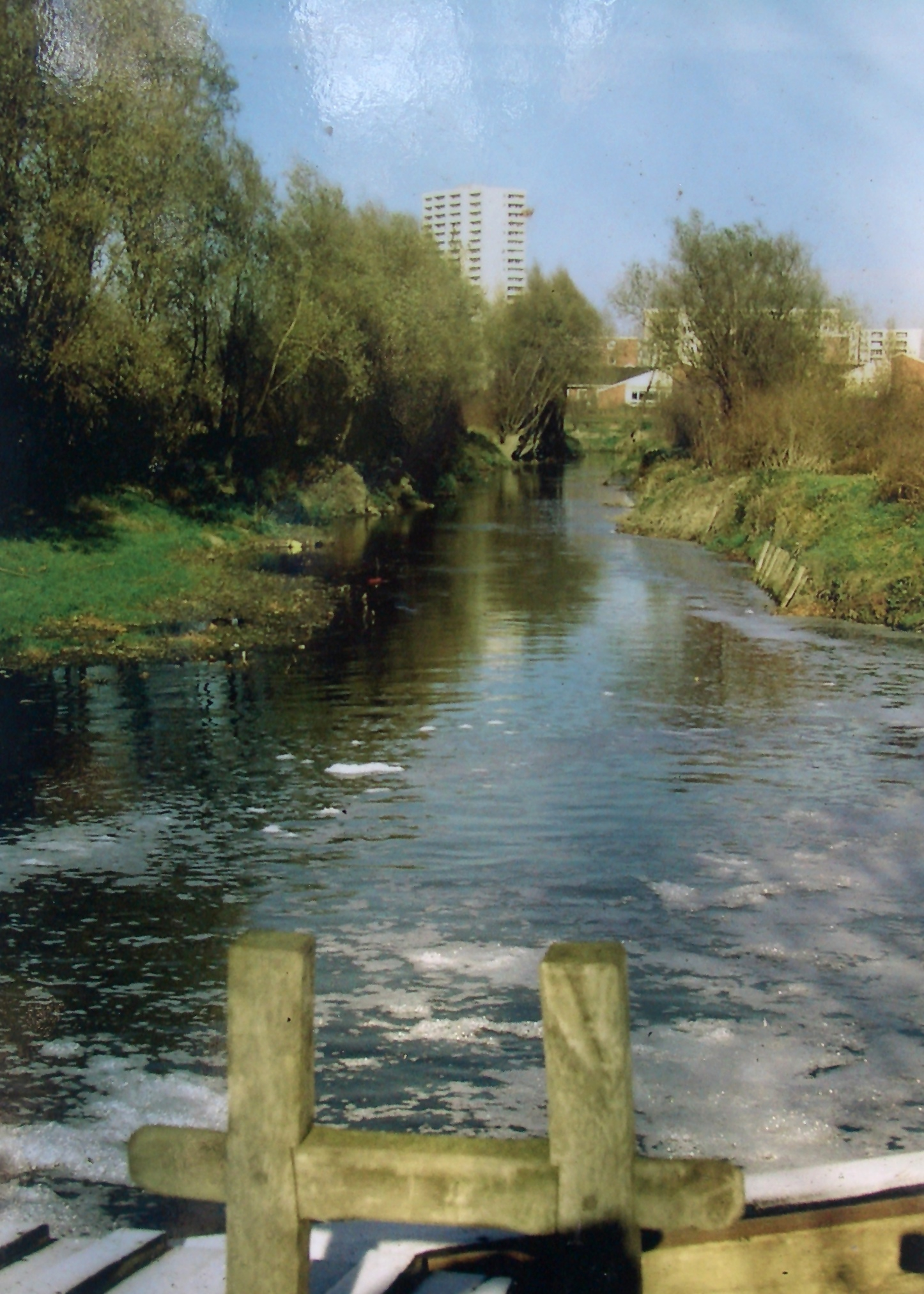
Foto der vormaligen Situation am Freiflutwehr auf einer der Stelltafeln des Bürgervereins Schwarzer Berg e. V. am Ölpersee.
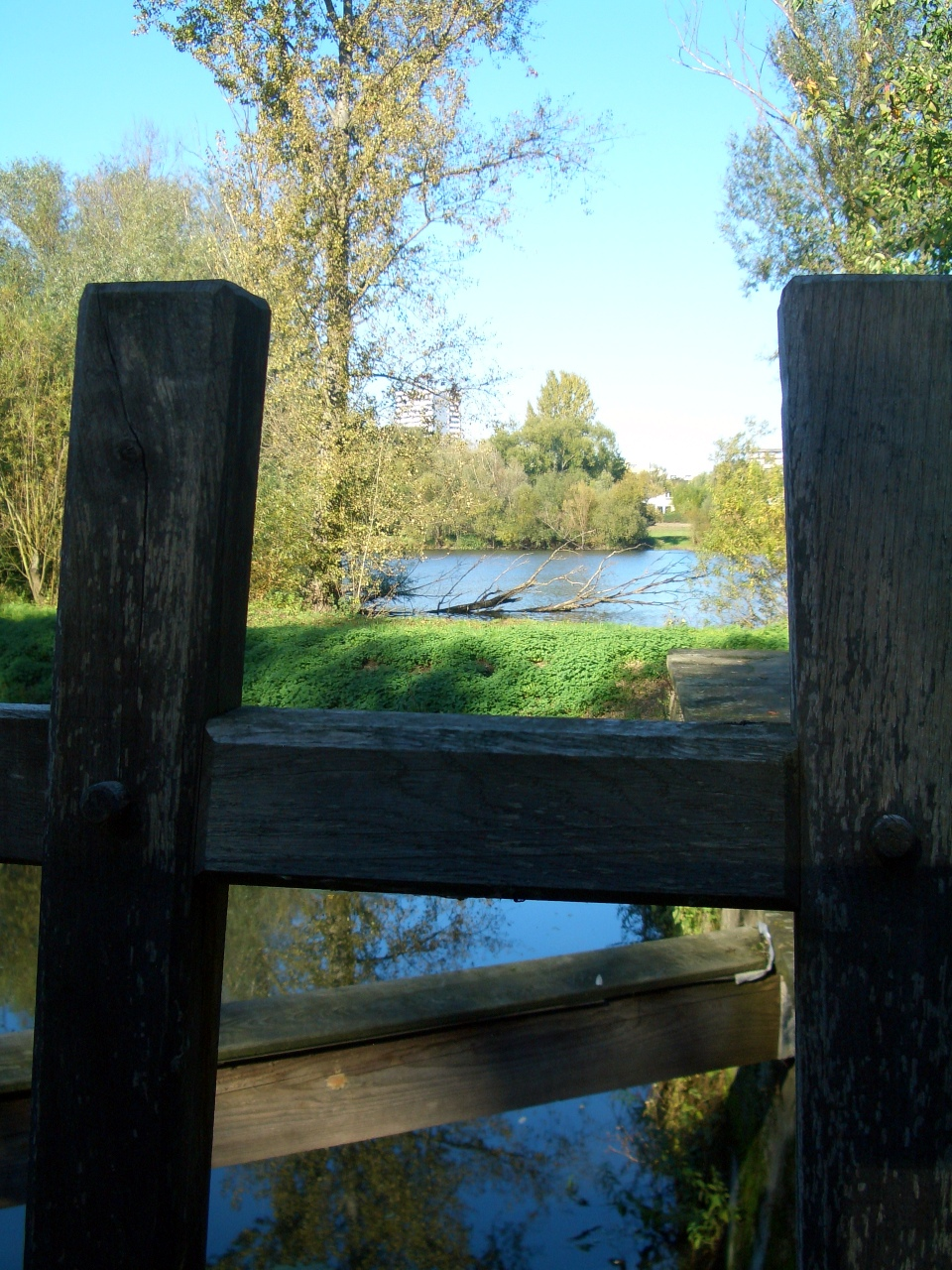
Etwa die gleiche Blickrichtung heute.
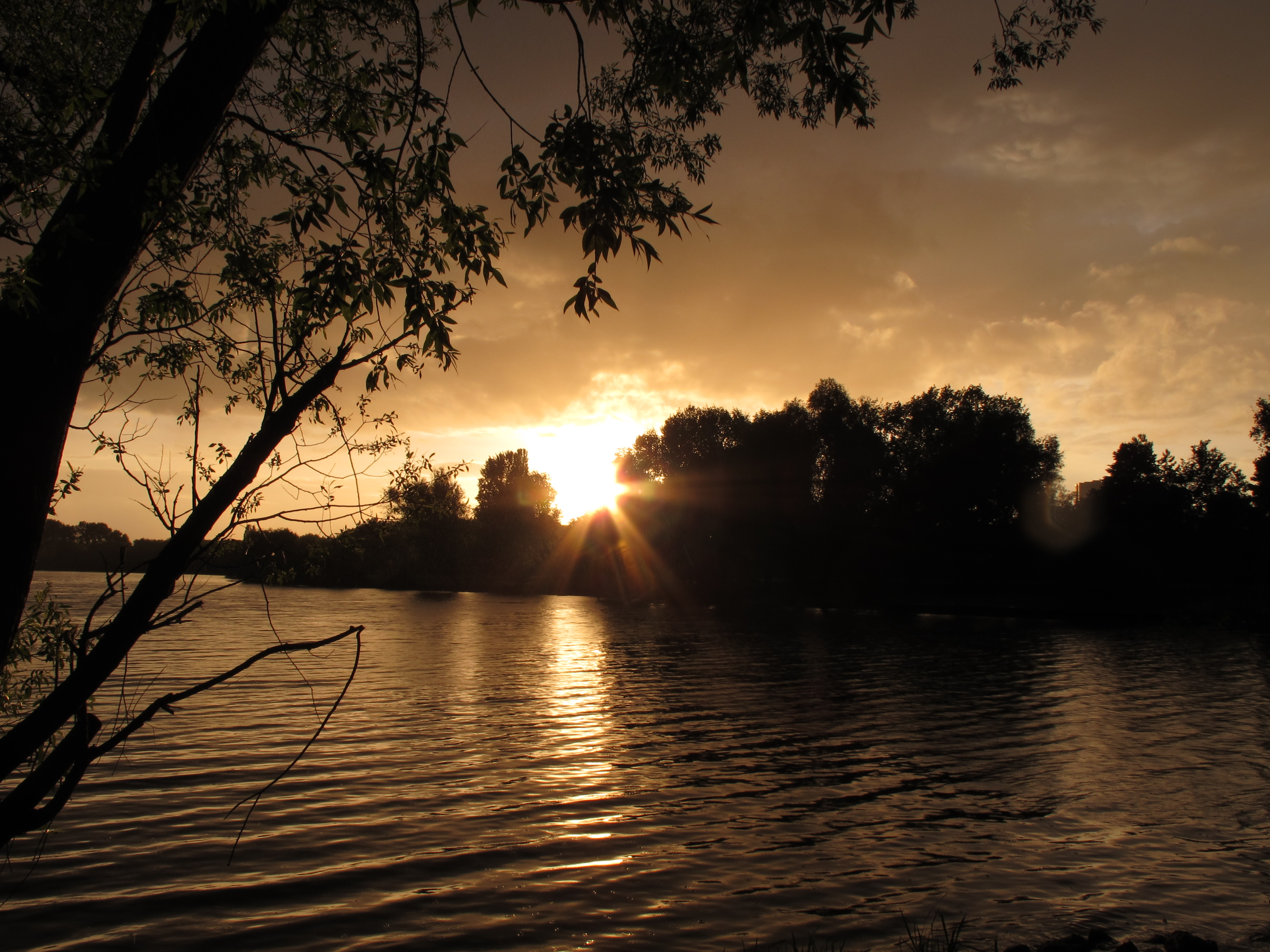
Abweichende Lichtstimmung bei Sonnenuntergang.
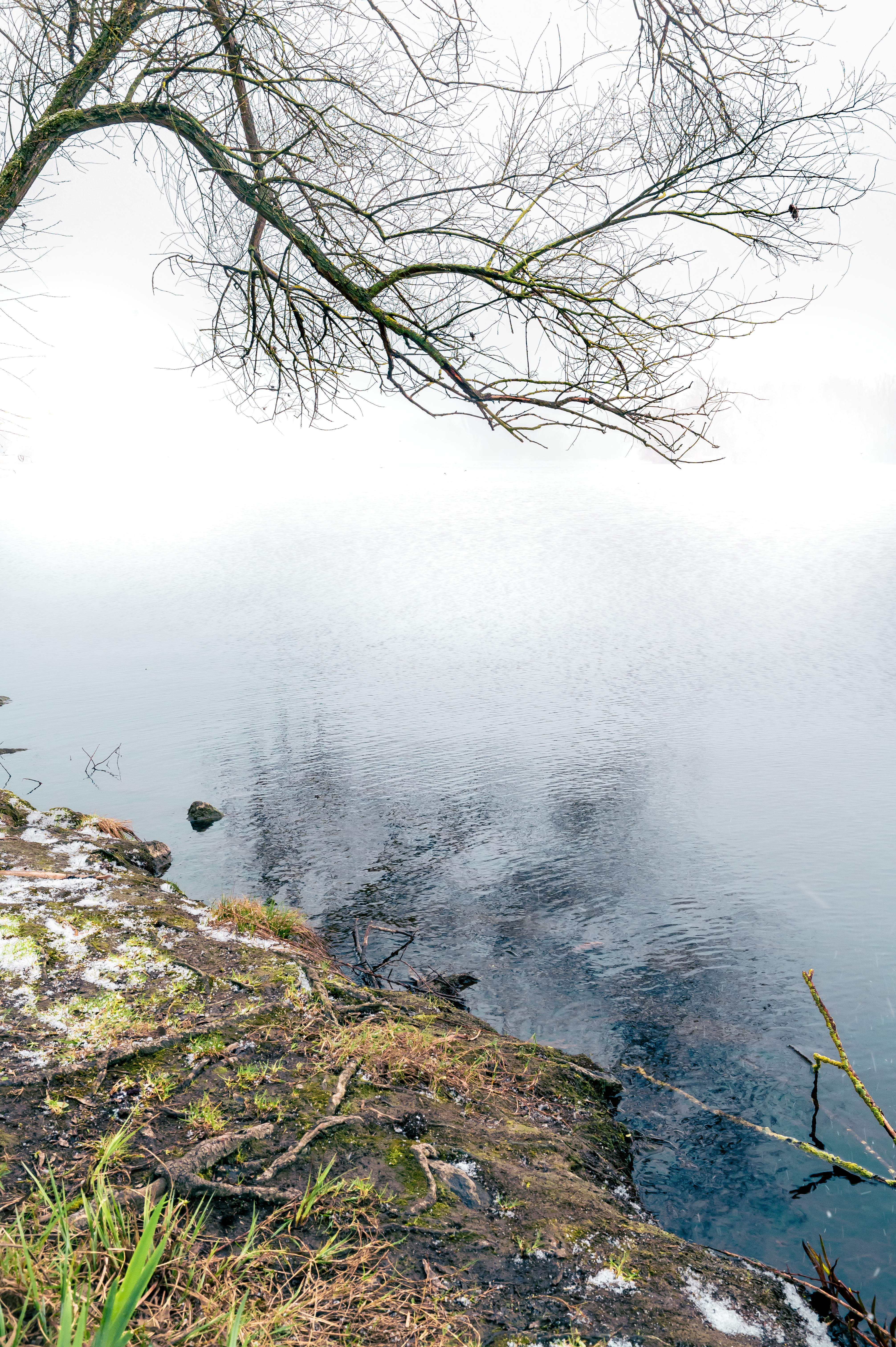
Graupelschauer am Ölpersee im April

## Trivia
- Im Roman "BLUTLAUF – Jogge nie allein!" spielt der Ölpersee eine zentrale Rolle.[9]